# Ceropegia moyalensis
Ceropegia moyalensis är en oleanderväxtart som först beskrevs av H.Huber, och fick sitt nu gällande namn av Michael George Gilbert. Ceropegia moyalensis ingår i släktet Ceropegia och familjen oleanderväxter. Inga underarter finns listade i Catalogue of Life.